# کووا (میراندا)
کووا (به اسپانیایی: Cúa) یک شهر در ونزوئلا است که در Urdaneta قرار دارد. کووا ۲۷۳ کیلومتر مربع مساحت و ۱۲۷٬۹۰۰ نفر جمعیت دارد و ۴۹۰ متر بالاتر از سطح دریا واقع شده است.